# اسکلتی‌میگوها
اسکلتی‌میگوها (نام علمی: Caprellidira) نام یک parvorder از راسته دوجورپایان است.